# Danionella dracula
Cá ma cà rồng (Danh pháp khoa học: Danionella dracula) là một loài cá trong họ Cyprinidae đặc hữu Myanmar. Đây là một loài cá đặc biệt, chúng có răng nanh do đó có tên là cá dracula hay cá ma cà rồng.
Người ta đã quan sát thấy những con đực sử dụng răng nanh của mình để tấn công những con đực khác.

## Đặc điểm

### Cấu tạo
Giống như những loài khác thuộc chi Danionella, loài cá này cực nhỏ và được cho là có kích thước tối đa chỉ đạt 16,7 mm.
Chúng rất giống với cá bột của những loài cá lớn, với thân mình trong suốt và kích thước rất nhỏ. 44 xương hay những phần phát triển kém ở D. dracula nếu đem so sánh với loài họ hàng gần là cá ngựa vằn Danio rerio thì ngắn hơn khoảng hai lần, ngoài một số ngoại lệ, phần xương bị thiếu ở D. dracula là những phần hóa xương chậm trong quá trình phát triển ở cá ngựa vằn. Phần xương bị thiếu ở D. dracula do đó là trường hợp đơn giản của sự hạn chế phát triển, chẳng hạn thiếu mất giai đoạn phát triển sau cùng.
Chúng tương tự với những loài Danionella đã được mô tả như D. translucida và D. mirifica. Tuy nhiên, không loài họ hàng nào mà mức độ biến đổi khung xương lại nhiều như ở D. dracula. Đây có thể coi là loài duy nhất trong số 3.700 loài thuộc họ Cá chép có đặc điểm này, và được đặt tên là Danionella dracula dựa trên đặc điểm tương tự như vị bá tước nổi tiếng trong tiểu thuyết của nhà văn Bram Stoker.

### Răng nanh
Cá đực của loài tý hon này, được biết chỉ phân bố trong một dòng suối nhỏ ở miền bắc Miến Điện, có những cái răng nanh cực lớn giống như răng chó sói nhô ra khỏi miệng. Mặc dù trông giống như răng, những cái nanh này thực sự không phải là răng. Chúng thiếu lớp men và tủy, và kích thước nanh ở cá đực loài này nổi trội so với cá cái.
Những chiếc nanh và chóp hàm ở D. dracula không phải là răng thực sự. Tuy nhiên, chúng vẫn rất giống với răng so chóp hàm của các loài khác thuộc bộ Cá chép. Về mặt hình thái, hàm răng của loài mới được phát hiện D. dracula rất gần với bất kỳ loài nào thuộc bộ Cá chép, nhưng theo nhu cầu tiến hóa, phần chóp phát triển theo một hướng khác trở thành những cái răng rất cách tân.